# Bernhard (herb szlachecki)
Bernhard – polski herb szlachecki, nadany w zaborze austriackim.

## Opis herbu
W polu błękitnym skos srebrny; nad nim i pod nim lew złoty, wspięty, trzymający takiż kaduceusz ze skrzydełkami srebrnymi, przy czym dolny w lewo.
Herb posiada dwa hełmy i klejnoty: Z prawej pół lwa jak w godle, w lewo. Z lewej pół męża w zbroi srebrnej, trzymającego w prawicy pęk trzech strzał.
Labry na hełmie prawym czerwone, podbite złotem, na lewym, błękitne, podbite srebrem.

## Najwcześniejsze wzmianki
Nadany Józefowi Franciszkowi Bernhardowi razem z drugim stopniem szlachectwa (Ritter von) w Galicji w 1815 roku.

## Herbowni
Bernhard.